# Japan Open (фигурное катание)
Japan Open — коммерческий турнир по фигурному катанию, организованный японской федерацией конькобежного спорта. Соревнование проводится каждую осень в Японии. С 1997 года по 2001 год турнир был индивидуальным соревнованием для мужского и женского одиночного катания, парного катания и танцев на льду. С 2006 года турнир проводится в формате командных соревнований, приглашённые фигуристы соревнуются только в произвольных программах мужского и женского одиночного катания, их результаты плюсуются для командных очков. В 2020 и 2021 годах соревнования проводились только среди японских фигуристов.

## Медалисты

### Соревнования 1997—2001

#### Мужчины
| Год  | Золото                      | Серебро                     | Бронза                      |
| 1997 | Илья Кулик                  | Филипп Канделоро            | Тодд Элдридж                |
| 1998 | Соревнование не проводилось | Соревнование не проводилось | Соревнование не проводилось |
| 1999 | Евгений Плющенко            | Алексей Ягудин              | Тодд Элдридж                |
| 2000 | Алексей Ягудин              | Тодд Элдридж                | Такэси Хонда                |
| 2001 | Алексей Ягудин              | Евгений Плющенко            | Тодд Элдридж                |

#### Женщины
| Год  | Золото                      | Серебро                     | Бронза                      |
| 1997 | Мишель Кван                 | Юка Сато                    | Ирина Слуцкая               |
| 1998 | Соревнование не проводилось | Соревнование не проводилось | Соревнование не проводилось |
| 1999 | Мишель Кван                 | Мария Бутырская             | Ирина Слуцкая               |
| 2000 | Мишель Кван                 | Мария Бутырская             | Сурия Бонали                |
| 2001 | Мария Бутырская             | Ирина Слуцкая               | Мидори Ито                  |

#### Парное катание
| Год  | Золото                             | Серебро                        | Бронза                      |
| 1997 | Дженни Мено / Тод Санд             | Марина Ельцова / Андрей Бушков | Кёко Ина / Джейсон Данджен  |
| 1998 | Соревнование не проводилось        | Соревнование не проводилось    | Соревнование не проводилось |
| 1999 | Елена Бережная / Антон Сихарулидзе | Манди Вётцель / Инго Штойер    | Кёко Ина / Джейсон Данджен  |
| 2000 | Оксана Казакова / Артур Дмитриев   | Шэнь Сюэ / Чжао Хунбо          | Юка Сато / Джейсон Данджен  |
| 2001 | Елена Бережная / Антон Сихарулидзе | Сара Абитболь / Стефан Бернади | Кёко Ина / Джон Циммерман   |

#### Танцы на льду
| Год  | Золото                                 | Серебро                              | Бронза                             |
| 1997 | Оксана Грищук / Евгений Платов         | Сусанна Рахкамо / Петри Кокко        | Марина Анисина / Гвендаль Пейзера  |
| 1998 | Соревнование не проводилось            | Соревнование не проводилось          | Соревнование не проводилось        |
| 1999 | Майя Усова / Евгений Платов            | Маргарита Дробязко / Повилас Ванагас | Накано Цудзуки / Ринат Фархутдинов |
| 2000 | Майя Усова / Евгений Платов            | Маргарита Дробязко / Повилас Ванагас | Накано Цудзуки / Ринат Фархутдинов |
| 2001 | Барбара Фузар-Поли / Маурицио Маргальо | Маргарита Дробязко / Повилас Ванагас | Ше-Линн Бурн / Виктор Краатц       |

### Команды 2006—2019
| Год  | Место проведения | Золото                                                                           | Серебро                                                                           | Бронза                                                                              | Ссылка |
| 2006 | Сайтама          | Дайсукэ Такахаси Такэси Хонда Мао Асада Мики Андо Команда Японии                 | Джеффри Баттл Эмануэль Сандю Джоанни Рошетт Алисса Чизни Команда Северной Америки | Стефан Ламбьель Алексей Ягудин Сара Майер Кийра Корпи Команда Европы                | [ 3 ]  |
| 2007 | Сайтама          | Нобунари Ода Такахико Кодзука Мао Асада Мики Андо Команда Японии                 | Алексей Ягудин Бриан Жубер Кийра Корпи Сара Майер Команда Европы                  | Джеффри Баттл Тодд Элдридж Джоанни Рошетт Кимми Майсснер Команда Северной Америки   | [ 4 ]  |
| 2008 | Сайтама          | Дайсукэ Такахаси Такэси Хонда Мао Асада Юкари Накано Команда Японии              | Адриан Шультхайсс Стефан Ламбьель Кийра Корпи Сара Майер Команда Европы           | Эван Лайсачек Тодд Элдридж Кимми Майсснер Мирай Нагасу Команда Северной Америки     | [ 5 ]  |
| 2009 | Сайтама          | Стефан Ламбьель Самуэль Контести Елена Глебова Лаура Лепистё Команда Европы      | Джеффри Баттл Джереми Эбботт Беатриса Лян Джоанни Рошетт Команда Северной Америки | Такахико Кодзука Такэси Хонда Мао Асада Юкари Накано Команда Японии                 | [ 6 ]  |
| 2010 | Сайтама          | Дайсукэ Такахаси Такахико Кодзука Мики Андо Мао Асада Команда Японии             | Адам Риппон Джеффри Баттл Синтия Фанёф Джоанни Рошетт Команда Северной Америки    | Евгений Плющенко Михал Бржезина Сара Майер Юлия Шебештьен Команда Европы            | [ 7 ]  |
| 2011 | Сайтама          | Патрик Чан Джеффри Баттл Джоанни Рошетт Алисса Чизни Команда Северной Америки    | Артур Гачинский Флоран Амодьо Елизавета Туктамышева Алёна Леонова Команда Европы  | Такахико Кодзука Дайсукэ Такахаси Акико Судзуки Мики Андо Команда Японии            | [ 8 ]  |
| 2012 | Сайтама          | Дайсукэ Такахаси Такахико Кодзука Мао Асада Акико Судзуки Команда Японии         | Джеффри Баттл Патрик Чан Эшли Вагнер Агнес Завадски Команда Северной Америки      | Евгений Плющенко Михал Бржезина Алёна Леонова Элене Гедеванишвили Команда Европы    | [ 9 ]  |
| 2013 | Сайтама          | Такахико Кодзука Дайсукэ Такахаси Мао Асада Канако Мураками Команда Японии       | Джереми Эбботт Джеффри Баттл Джоанни Рошетт Эшли Вагнер Команда Северной Америки  | Хавьер Фернандес Михал Бржезина Аделина Сотникова Ирина Слуцкая Команда Европы      | [ 10 ] |
| 2014 | Сайтама          | Хавьер Фернандес Томаш Вернер Елена Радионова Анна Погорилая Команда Европы      | Патрик Чан Джеффри Баттл Мирай Нагасу Эшли Вагнер Команда Северной Америки        | Такахито Мура Такахико Кодзука Сатоко Мияхара Канако Мураками Команда Японии        | [ 11 ] |
| 2015 | Сайтама          | Сёма Уно Дайсукэ Мураками Мао Асада Сатоко Мияхара Команда Японии                | Патрик Чан Джереми Эбботт Эшли Вагнер Грейси Голд Команда Северной Америки        | Хавьер Фернандес Бриан Жубер Елизавета Туктамышева Аделина Сотникова Команда Европы | [ 12 ] |
| 2016 | Сайтама          | Сёма Уно Нобунари Ода Сатоко Мияхара Вакаба Хигути Команда Японии                | Хавьер Фернандес Флоран Амодьо Евгения Медведева Анна Погорилая Команда Европы    | Адам Риппон Джереми Эбботт Эшли Вагнер Грейси Голд Команда Северной Америки         | [ 13 ] |
| 2017 | Сайтама          | Хавьер Фернандес Алексей Быченко Евгения Медведева Алина Загитова Команда Европы | Сёма Уно Нобунари Ода Маи Михара Марин Хонда Команда Японии                       | Нэтан Чен Джереми Эбботт Мирай Нагасу Карен Чен Команда Северной Америки            | [ 14 ] |
| 2018 | Сайтама          | Сёма Уно Нобунари Ода Сатоко Мияхара Каори Сакамото Команда Японии               | Хавьер Фернандес Денис Васильев Алина Загитова Мария Сотскова Команда Европы      | Нэтан Чен Джереми Эбботт Мэрайя Белл Брэди Теннелл Команда Северной Америки         | [ 15 ] |
| 2019 | Сайтама          | Хавьер Фернандес Денис Васильев Александра Трусова Алина Загитова Команда Европы | Сёма Уно Косиро Симада Рика Кихира Сатоко Мияхара Команда Японии                  | Нэтан Чен Винсент Чжоу Брэди Теннелл Мирай Нагасу Команда Северной Америки          | [ 16 ] |

### Команды 2020—2021
| Год  | Место проведения | Первое место                                                                            | Второе место                                                                                       | Ссылка |
| ---- | ---------------- | --------------------------------------------------------------------------------------- | -------------------------------------------------------------------------------------------------- | ------ |
| 2020 | Сайтама          | Команда «Синих»: Сота Ямамото Хироаки Сато Вакаба Хигути Юхана Ёкои Хана Ёсида          | Команда «Красных»: Лукас Цуёси Хонда Рюдзю Хино Мако Ямасита Томоэ Кавабата Тисато Урамацу         | [ 17 ] |
| 2021 | Сайтама          | Команда «Синих»: Сёма Уно Сюн Сато Сота Ямамото Вакаба Хигути Маи Михара Сатоко Мияхара | Команда «Красных»: Кэйдзи Танака Кадзуки Томоно Сэна Миякэ Рино Мацуикэ Мана Кавабэ Каори Сакамото | [ 18 ] |

### Команды 2022—2023
| Год  | Место проведения | Золото                                                                    | Серебро                                                                      | Бронза                                                                         | Ссылка |
| 2022 | Сайтама          | Сёма Уно Као Миура Каори Сакамото Рика Кихира Команда Японии              | Илья Малинин Джейсон Браун Мэрайя Белл Мирай Нагасу Команда Северной Америки | Даниэль Грассль Михал Бржезина Луна Хендрикс Екатерина Куракова Команда Европы | [ 19 ] |
| 2023 | Сайтама          | Кадзуки Томоно Косиро Симада Каори Сакамото Сатоко Мияхара Команда Японии | Илья Малинин Джейсон Браун Изабо Левито Мэрайя Белл Команда Северной Америки | Кевин Эймоз Морис Квителашвили Луна Хендрикс Кимми Репонд Команда Европы       | [ 20 ] |